# Bauxit
Bauxit je směsicí několika minerálů zahrnující hydroxidy hliníku, gibbsit, böhmit, diaspor, dihydrát oxidu hlinitého, Al2O3·2 H2O. a oxidy železa. Většinou se dříve klasifikoval jako minerál, ale současná literatura uvádí bauxit jako horninu. Svůj název dostal podle vsi Les Baux-de-Provence v jižní Francii.

## Vznik
Vzniká chemickým zvětráváním a rozpadem hornin (tzv. laterizace), které obsahují silikáty hliníku v suchozemském prostředí. Obvykle bývá doprovázen dalšími příměsemi na bázi oxidů křemíku, titanu, železa a dalších. Nejčastěji je jeho vznik spojen s tropickým podnebím, kde prudké srážky mají na svědomí vyluhování rozpustných silikátů z hornin a zanechává na místě pouze minerály hliníku a železa, jelikož se jedná o nejméně mobilní prvky. Jejich hydroxidací a oxidací vytváří směs, která se nazývá bauxit. Bauxity vznikají převážně z vápencových hornin (tzv. terra rosa). Obsah oxidu hlinitého často dosahuje až 50 %.
Vedle vzniku v tropech mohou bauxity vznikat i vyluhováním z hornin magmatického, metamorfovaného i sedimentárního původu.

## Vlastnosti
Různé složení bauxitu má za následek, že i jeho fyzikální a chemické vlastnosti se mění v závislosti na procentuálním zastoupení prvků. Barva se pohybuje od bílé, žluté, červené až červeno-hnědé. Vytváří pizolitické, celistvé, zrnité, porézní či zemité agregáty.

### Fyzikální vlastnosti
Bauxit při přiložení k nosu zapáchá jako mokrý jíl, což se stává dobrým rozeznávacím pomocníkem v terénu. Je špatně tavitelný a vytavení hliníku z rudy si vyžaduje velké výrobní náklady na elektrickou energii.

### Chemické vlastnosti
Bauxit je částečně nerozpustný.

## Využití
Bauxit je nejdůležitější průmyslová ruda pro získávání hliníku, který má široké uplatnění od výroby obalů po letecký průmysl. Bauxity jsou také důležitým zdrojem vzácných kovů jako například gallia, germania a scandia. Méně kvalitní bauxity (s menším obsahem hliníku) se využívají při výrobě brusiv, kamenců, žáruvzdorných materiálů, k výrobě syntetického korundu a další.
Naleziště bauxitu se využívají také pro navržení modelů vývoje klimatu, jelikož jeho vznik je většinou spojen s tropickým podnebím. Jeho rozložení tak napovídá, že oblast byla dříve v jiném podnebném pásu.

### Výroba hliníku
Při výrobě oxidu hlinitého z bauxitu je potřeba projít poměrně složitým výrobním postupem. Ruda se musí nejprve rozemlít a smísit s vápencem a hydroxidem sodným. Vzniklá směs se přečerpává do vysokotlakých nádob, kde se následně zahřívá. Hydroxid sodný se rozpouští s oxidem hlinitým, který se z roztoku vysráží, propere, zahřeje, čímž se odstraňuje ze směsi vzniklá voda. Koncovým členem je bílý prášek podobný cukru – oxid hlinitý.

## Naleziště

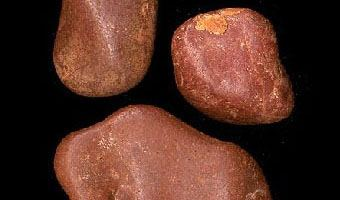
Oblázky bauxitu z Mojtína v okrese Púchov na Slovensku

První těžba byla zahájena ve Francii a od té doby bylo po celém světě objeveno mnoho dalších nalezišť. Polohy bauxitu se vyvíjejí několik miliónů let a mohou dosahovat mocnosti až několika desítek metrů. Téměř třetina světové produkce bauxitu pochází z Austrálie, kde se nacházejí také největší doly na hliník.
| Stát           | Těžba | Rezervy |
| -------------- | ----- | ------- |
| Austrálie      | 83,0  | 6000    |
| Čína           | 68,0  | 1000    |
| Guinea         | 45,0  | 7400    |
| Brazílie       | 36,0  | 2600    |
| Indie          | 27,0  | 830     |
| Jamajka        | 8,1   | 2000    |
| Rusko          | 5,6   | 500     |
| Kazachstán     | 5,0   | 160     |
| Saúdská Arábie | 3,9   | 210     |
| Indonésie      | 3,6   | 1000    |
| Vietnam        | 2,0   | 3700    |
| Řecko          | 1,8   | 250     |
| další státy    | 11,5  | 4160    |
| svět celkem    | 300   | 30 000  |